# Margaret Colin
Margaret Colin (Nova Iorque, 26 de maio de 1958) é uma atriz norte americana. Alguns filmes conhecidos em que atuou são Três Solteirões e um Bebê (1987, como Rebecca) e Independence Day (1996, como Constance Spano). Ela também atuou em Gossip Girl, como Eleanor Waldorf (a mãe de Blair, uma das protagonistas) de 2007 até 2012.